# Barcelona Uroloki
Els Barcelona Uroloki són un club català de futbol americà de la ciutat de Barcelona que juga en la Lliga espanyola de futbol americà. El club neix a Barcelona el 1992, gràcies a la fusió de les dues úniques escoles futbol americà del país (Llops del Parc i Uroloki, ambdós nascuts el 1990), esdevenint ràpidament com un dels principals clubs de formació i de futbol de base del país. En el seu ample palmarès destaquen els 21 títols assolits per les categories inferiors i que als anys 2000 es veié reflectit en les bones actuacions de l'equip sènior (5 lligues catalanes).
L'equip de futbol americà desaparegué temporalment en 2007 i entrenen a Granollers.

## Palmarès
- 6 Lliga catalana de futbol americà: 1999-00, 2001-02, 2002-03, 2003-04, 2004-05, 2018-19
- 1 Supercopa catalana de futbol americà: 2000-01
- 3 LNFA 2: 2003, 2004, 2005

### Junior
- 5 Lliga catalana : 1992, 1993, 1997, 1998, 2005